# ديكا دينس
ديكا دينس (باليابانية: デカダンス، بالروماجي: Dekadansu) هو مسلسل أنمي ياباني تلفزيونية أصلي، من إخراج يوزورو تاتشيكاوا، ومن إنتاج استوديو نات. عرض الأنمي في 8 يوليو عام 2020 واستمر عرضه حتى 23 سبتمبر عام 2020، وتكون من 12 حلقة.

## القصة
تدور أحداث القصة عن تعرض البشرية إلى للانقراض بسبب تلوث الهواء، وبسبب ظهور مخلوقات تسمى غادول، وأصبح يعيش آخر من تبقى من البشر الناجين على في قلعة عملاقة
متنقلة تسمى ديكا دينس. ناتسومي هي فتاة تحلم بأن تصبح محاربة بعد وفاة والدها أثناء هجوم جادول. تم تعيينها في فريق صيانة بقيادة كابوراغي.

## الشخصيات
ناتسومي (باليابانية: ナツメ، بالروماجي: Natsume)
أداء صوتي: توموري كوسونوكي
كابوراغي (باليابانية: カブラギ، بالروماجي: Kaburagi)
أداء صوتي: كاتسويوكي كونيشي
في (باليابانية: フェイ، بالروماجي: Fei)
أداء صوتي: ماي شيبانا
فينيل (باليابانية: フェンネル، بالروماجي: Fenneru)
أداء صوتي: إيجي ناكيوتشي
لينمي (باليابانية: リンメイ، بالروماجي: Rinmei)
أداء صوتي: يوشينو أوياما
كوريناي (باليابانية: クレナイ، بالروماجي: Kurenai)
أداء صوتي: إيري كيتامورا
هوغين (باليابانية: フギン، بالروماجي: Hugin)
أداء صوتي: تاكيهيتو كوياسو
مونين (باليابانية: ムニン، بالروماجي: Munin)
أداء صوتي: كوتونو ميتسويشي
ميناتو (باليابانية: ミナト، بالروماجي: Minato)
{{أداء صوتي|كوسكي توريومي
بيب (باليابانية: パイプ، بالروماجي: Paipu)
أداء صوتي: إيري كيتامورا
دوناتيلو (باليابانية: ドナテロ، بالروماجي: Donatero)
أداء صوتي: ريكيا كوياما
جيل (باليابانية: ジル، بالروماجي: Jiru)
أداء صوتي: ميتشيو موراسي
ساركوزي (باليابانية: サルコジ، بالروماجي: Sarukoji)
أداء صوتي: يوجي أويدا
توركي (باليابانية: ターキー، بالروماجي: Tākī)
أداء صوتي: يوتاكا أوياما
ميكي (باليابانية: マイキー، بالروماجي: Maikī)
أداء صوتي: تايتو بان

## وصلات خارجية
- الموقع الرسمي باللغة اليابانية
- الموقع الرسمي باللغة الإنجليزية
- ديكا دينس على موقع IMDb (الإنجليزية)
- ديكا دينس على موقع روتن توميتوز (الإنجليزية)
- ديكا دينس على موقع فيلمافينيتي (الإسبانية)
- ديكا دينس على موقع ليتربوكسد (الإنجليزية)
- ديكا دينس على موقع قاعدة بيانات الفيلم (الإنجليزية)
- ديكا دينس على موقع ANN anime (الإنجليزية)